# Жанажол (Цілиноградський район)
Жанажо́л (каз. Жаңажол) — село у складі Цілиноградського району Акмолинської області Казахстану. Входить до складу Караоткельського сільського округу.
Населення — 321 особа (2021; 345 у 2009, 345 у 1999, 371 у 1989).
Національний склад станом на 1989 рік:
- казахи — 100 %.

У радянські часи село називалось Коскопа.